# Jürgen Sommer
Juergen Peterson Sommer (New York City, 27 febbraio 1969) è un ex calciatore statunitense, di ruolo portiere. Ha partecipato al Stati Uniti 1994 e Francia 1998.

## Carriera

### Club
Ha giocato prevalentemente in Inghilterra, soprattutto al Luton Town e al Queens Park Rangers. Nel 2002 si è ritirato con la maglia del New England Revolution.

### Nazionale
Ha fatto parte della rosa della nazionale di calcio statunitense a Stati Uniti 1994 e Francia 1998, totalizzando 10 presenze nella sua carriera internazionale.